# Un homme nommé cheval
 (juillet 2012).
Si vous disposez d'ouvrages ou d'articles de référence ou si vous connaissez des sites web de qualité traitant du thème abordé ici, merci de compléter l'article en donnant les références utiles à sa vérifiabilité et en les liant à la section « Notes et références ».
Un homme nommé cheval (A Man Called Horse) est un film américain réalisé par Elliot Silverstein, sorti en 1970.

## Synopsis
En 1825, Lord John Morgan, un aristocrate anglais désœuvré, chasse du gibier aux États-Unis, en territoire sioux, assisté de trois hommes. Bientôt, ceux-ci sont tués lors d'une attaque menée par des guerriers d'une tribu sioux. Morgan est capturé et emmené à leur camp, où il est d'abord traité en esclave. Peu à peu, avec l'aide d'un autre captif, le Québécois Baptiste, il se familiarise avec les usages et coutumes de la tribu, dont il apprend la langue. Initié au « rite du soleil », il devient par ses actes un guerrier à part entière de la tribu — qui l'adopte sous le nom de « Cheval » — et épouse Biche Légère, la sœur du chef Main Jaune...

## Fiche technique
- Titre original : A Man Called Horse
- Titre français : Un homme nommé cheval
- Réalisation : Elliot Silverstein
- Scénario : Jack DeWitt, d'après une histoire de Dorothy M. Johnson
- Photographie : Robert B. Hauser et Gabriel Torres (seconde équipe)
- Musique : Leonard Rosenman et Lloyd One Star (ce dernier également acteur)
- Direction artistique : Philip Barber
- Décors de plateau : Raúl Serrano
- Costumes : Dennis Lynton Clark
- Montage : Philip W. Anderson et Gene Fowler Jr.
- Production : Sandy Howard
- Société de production (Sandy Howard Productions Corp.)
- Société de distribution : National General Pictures
- Genre : Western - Couleurs (en Panavision et Technicolor) - 111 min
- Dates de sortie :
  - États-Unis : 23 avril 1970 (première à Sioux Falls, Dakota du Sud), 28 avril 1970 (sortie limitée : New York), mai 1970 (sortie nationale)
  - France : 9 septembre 1970

## Distribution
- Richard Harris : John Morgan / Horse (un aristocrate anglais, plus tard un guerrier sioux)
- Manu Tupou (en) : Yellow Hand (le premier chef de la tribu)
- Corinna Tsopei : Running Deer (sa sœur)
- Dame Judith Anderson : Buffalo Cow Head (leur mère)
- Jean Gascon : Baptiste (un captif français de la tribu)
- Dub Taylor : Joe ( VF André Valmy) (un chasseur blanc)
- James Gammon : Ed (un deuxième chasseur)
- William Jordan : Bent (un troisième chasseur)
- Eddie Little Sky (en) : Black Eagle (le second chef de la tribu)
- Michael Baseleon : Longfoot (un guerrier de la tribu, plus tard chef)
- Lina Marín (en) : Thorn Rose (l'épouse de Yellow Hand, puis de Black Eagle)
- Tamara Garina : Elk Woman (une vieille femme, abandonnée par la tribu)
- Iron Eyes Cody : Medicine Man (le sorcier de la tribu)
- Tom Tyon, Jackson Tail : deux sorciers-assistants
- Manuel Padilla Jr. (en) : Leaping Buck (un garçon de la tribu)
- Terry Leonard : Striking Bear (le chef des Shoshones)
- Et des membres de la tribu sioux des Rosebud — Dakota du Sud —, dont (interprétant des guerriers de la tribu) : Lloyd One Star, James Never Miss a Shot, Frank Rabbit Jr., Samuel White Horse, Justin Thin Elk, Lawrence Old Cross, Ardene Turning Bear, Aloysius Eagleman, Ross Kills Enemy, Ben Black Bear, Richard Fool Bull, Bruce Pretty Bird

## Commentaires
L'histoire de John Morgan, un homme blanc adopté par une tribu indienne, est à rapprocher de celles de Jack Crabb (Little Big Man d'Arthur Penn, réalisé également en 1970) et de John Dunbar (Danse avec les loups, de et avec Kevin Costner, réalisé en 1990). Dans les trois cas, les Amérindiens aux États-Unis sont présentés sous un jour plus valorisant que dans bon nombre de westerns américains des décennies précédentes.
Richard Harris a repris son rôle de John Morgan (« Horse ») dans deux suites, La Revanche d'un homme nommé cheval (The Return of a Man called Horse), réalisé par Irvin Kershner en 1976, puis Le Triomphe d'un homme nommé cheval (The Triumphs of a Man called Horse), réalisé par John Hough en 1982.

## Sortie vidéo
Le film sort en DVD/Blu-ray le 4 décembre 2019 édité par Carlotta.